# Bezunesh Bekele
Bezunesh Bekele Sertsu (Addis Abeba, 29 januari 1983) is een Ethiopische langeafstandsloopster, die in eerste instantie aan veldlopen deed en later overstapte op de lange afstand.

## Loopbaan
In 2006 werd Bezunesh Bekele Ethiopisch kampioene op de 10.000 m in 32.32,9. Op de Afrikaanse kampioenschappen dat jaar werd ze vijfde in 31.42,91.
Op 18 november 2007 versloeg Bekele op de Zevenheuvelenloop op verrassende wijze de gedoodverfde winnares Lornah Kiplagat door haar op de streep een seconde voor te blijven. Het wereldrecord, waar vooraf op werd gehoopt (46,55), kwam echter niet in zicht. Bekele had voor de 15 km 47,36 minuten nodig en Kiplagat finishte in 47,37. Eerder, in oktober dat jaar, viste ze met een vierde plek net naast de medailles op het wereldkampioenschap op de weg in het Italiaanse Udine, al hield ze er met haar tijd van 1:08.07 wel een nationaal record aan over.
In 2008 maakte Bezunesh Bekele haar marathondebuut in Dubai. Hier eindigde ze op een tweede plaats in 2:23.09. Dat de marathon haar goed lag, bewees de Ethiopische in de jaren die volgden. In 2009 was haar opvallendste resultaat haar overwinning op de marathon van Dubai. Vervolgens eindigde zij bij de eerste vier in verschillende aansprekende marathons, zoals datzelfde jaar in Boston en in 2010 en 2011 in Londen. Op de marathon van Berlijn in 2010 finishte ze zelfs als tweede. Een jaar eerder was ze in diezelfde stad tijdens de wereldkampioenschappen niet verder gekomen dan een zestiende plaats.
Die naar verhouding mindere prestatie maakte Bezunesh twee jaar later, op de WK in Daegu, meer dan goed door als vierde te finishen na de drie Keniaanse atletes Edna Kiplagat, Priscah Jeptoo en Sharon Cherop, die in de Zuid-Koreaanse stad in genoemde volgorde het complete podium voor zich opeisten.      

## Titels
- Ethiopisch kampioene 10.000 m - 2006

## Persoonlijke records
Outdoor
| Onderdeel | Prestatie | Datum        | Plaats    |
| --------- | --------- | ------------ | --------- |
| 3000 m    | 8.52,08   | 11 juni 2006 | Gateshead |
| 5000 m    | 15.02,48  | 28 mei 2006  | Hengelo   |
| 10.000 m  | 31.10,68  | 17 juni 2005 | Utrecht   |

Weg
| Onderdeel      | Prestatie              | Datum            | Plaats    |
| -------------- | ---------------------- | ---------------- | --------- |
| 10 km          | 31.20                  | 14 oktober 2007  | Udine     |
| 15 km          | 47.36                  | 18 november 2007 | Nijmegen  |
| 20 km          | 1:04.40                | 14 oktober 2007  | Udine     |
| halve marathon | 1:08.07 (ex-nat. rec.) | 14 oktober 2007  | Udine     |
| 25 km          | 1:23.23                | 28 oktober 2012  | Frankfurt |
| 30 km          | 1:40.09                | 17 april 2011    | Londen    |
| marathon       | 2:20.30                | 27 januari 2012  | Dubai     |

Indoor
| Onderdeel | Prestatie | Datum           | Plaats |
| --------- | --------- | --------------- | ------ |
| 3000 m    | 8.56,22   | 9 februari 2003 | Gent   |

## Palmares

### 10.000 m
- 2006: 5e Afrikaanse kamp. - 31.42,91

### 15 km
- 2004:  Montferland Run - 48.35
- 2005:  Montferland Run - 48.32
- 2007:  Zevenheuvelenloop - 47.36
- 2009:  Zevenheuvelenloop - 47.48
- 2010: 6e Utica Boilermaker - 49.53

### 10 Eng. mijl
- 2006:  Dam tot Damloop - 51.57
- 2012:  Dam tot Damloop - 51.45

### halve marathon
- 2004: 8e WK in New Delhi - 1:11.23
- 2005:  halve marathon van Rotterdam - 1:11.56
- 2006:  halve marathon van Lissabon - 1:11.37
- 2007:  halve marathon van Portugal - 1:10.20
- 2007:  halve marathon van Ras al-Khaimah - 1:11.07
- 2007: 4e WK in Udine - 1:08.07 (nat. rec.)
- 2012:  Great Scottish Run - 1:09.09

### marathon
- 2008:  marathon van Dubai - 2:23.09
- 2008: 7e Chicago Marathon - 2:32.41
- 2009:  marathon van Dubai - 2:24.02
- 2009: 4e Boston Marathon - 2:33.08
- 2009: 15e WK - 2:30.03
- 2010:  marathon van Londen - 2:23.17
- 2010: 4e marathon van Dubai - 2:26.05
- 2010:  marathon van Berlijn - 2:24.58
- 2011:  marathon van Londen - 2:23.42
- 2011: 4e WK - 2:29.21
- 2012: 4e marathon van Dubai - 2:20.30
- 2012: 4e marathon van Frankfurt - 2:23.58

### veldlopen
- 1999: 35e WK junioren - 23.08
- 2000: 13e WK junioren - 21.20
- 2002: 6e WK junioren - 20.34
- 2003: 28e WK (korte afstand) - 13.33
- 2004: 18e WK (korte afstand) - 13.42
- 2005: 12e WK (korte afstand) - 13.44
- 2005: 10e WK (lange afstand) - 27.27
- 2006: 9e WK (korte afstand) - 13.10